# 알렉시스 지나
알렉시스 지나(Alexis Dziena, 1984년 7월 8일 ~ )는 미국의 배우이다.

## 출연 작품
- 롱 (2012)
- 로마에서 생긴 일 (2010)
- 텐더니스 (2009)
- 닉과 노라의 인피니트 플레이리스트 (2008)
- 사랑보다 황금 (2008)
- 섹스와 아침 (2007)
- 인베이젼 (2005)
- 그레이트 뉴 원더풀 (2005)
- 피자(영어판) (2005)
- 하복 (2005)
- 스트레인저스 위드 캔디 (2005)
- 브로큰 플라워 (2005)
- 브링잉 레인 (2003)
- 조안 오브 아카디아 (2003)
- 미믹 3 (2003)
- 원더랜드 (2003)